# Bulgaria en el Festival de la Canción de Eurovisión 2021
Bulgaria participó en el LXV Festival de la Canción de Eurovisión, celebrado en Róterdam, Países Bajos del 18 al 22 de mayo del 2021, tras la victoria de Duncan Laurence con la canción «Arcade». La Televisión Nacional de Bulgaria (BNT) decidió mantener a la representante de Bulgaria de la cancelada edición de 2020, la artista Victoria Georgieva para participar en la edición de 2021, siendo presentada en el mes de marzo la canción «Growing Up Is Getting Old» con la cual competiría.
Siendo a priori, la máxima favorita de la edición de Eurovisión de 2020, Victoria partió dentro de los primeros puestos en las casas de apuestas durante las semanas previas al concurso. Durante el festival, tras clasificarse en 3° lugar de la semifinal 2 con 250 puntos, Bulgaria finalizó en 11.ª posición con una sumatoria de 170 puntos: 140 del jurado profesional y 30 del televoto.

## Historia de Bulgaria en el Festival
Bulgaria es uno de los últimos países de Europa del Este que recientemente se han unido al festival, debutando en 2005. Desde entonces el país ha concursado en 13 ocasiones, teniendo dos etapas bastante diferenciadas. En la primera, solo consiguió clasificar en una ocasión a la final (en 2007) en 9 participaciones. Tras dos años de descanso, Bulgaria regresó a la competencia en 2016 con un cambio de delegación y de resultados: en sus 3 participaciones lograron avanzar a la gran final. El país se ha clasificado dentro de los 5 mejores del concurso en 3 ocasiones, siendo su mejor resultado una 2.ª posición con Kristian Kostov y la canción pop «Beautiful Mess» en 2017.
La representante para la edición cancelada de 2020 era la cantante Victoria Georgieva con la canción «Tears getting sober». En 2019, el país no participó en el festival alegando razones económicas. Su anterior participación fue en 2018, cuando el grupo EQUINOX, terminó en 14.ª posición con 166 puntos en la gran final, con el tema «Bones».

## Representante para Eurovisión

### Elección Interna
Bulgaria confirmó su participación en la edición de Róterdam 2021 el 21 de marzo de 2020 a través de Twitter, donde además confirmaban a Victoria Georgieva como su representante en el concurso. Victoria realizó un campamento de composición en el mes de agosto de 2020 en las localidades búlgaras de Burgas y Primorsko junto al Mar Negro. El 29 de enero de 2021 la BNT declaró que Victoria elegiría su propuesta para Eurovisión entre las 5 canciones de su EP titulado «a little dramatic» y su sencillo lanzado el 20 de noviembre de 2020 «Ugly Cry». El 20 de febrero fue abierto el portal bulgaria2021.com con la cual el público podía evaluar, votar y comentar sobre las seis propuestas. Además, las canciones fueron evaluadas por distintos focus group, conformados por expertos en música, televisión, radio y específicamente en Eurovisión.
«Growing Up Is Getting Old» fue anunciada el 10 de marzo como la canción seleccionada a través de un concierto a través de YouTube y el patrocinador de la candidatura búlgara eurovision.icard.com. La balada tuvo que ser reducida en su duración para ajustarse al reglamento del festival, siendo una canción dedicada al padre de la propia Victoria, quien fue diagnosticado con esclerosis lateral amiotrófica (ELA).
| Canción                                               | Compositores                                                                           |
| ----------------------------------------------------- | -------------------------------------------------------------------------------------- |
| «Dive into Unknown» (Sumergirse en lo desconocido)    | Victoria Georgieva, Lukas Oscar, Pauline Skött, Borislav Milanov, Peter St James       |
| «Growing Up Is Getting Old» (Crecer es hacerse viejo) | Victoria Georgieva, Maya Nalani, Helena Larsson, Oliver Björkvall                      |
| «Imaginary Friend» (Amigo imaginario)                 | Victoria Georgieva, Cornelia Wiebols, Irma Eriksson Wadström, Oliver Björkvall         |
| «Phantom Pain» (Dolor fantasma)                       | Helena Larsson, Victoria Georgieva, Oliver Björkvall                                   |
| «The Funeral Song» (La canción del funeral)           | Helena Larsson, Victoria Georgieva, Christopher Samuels, Nellie Fors, Oliver Björkvall |
| «Ugly Cry» (Feo lamento)                              | Victoria Georgieva, Billen Ted, Martin Masarov                                         |

## En Eurovisión
De acuerdo a las reglas del festival, todos los concursantes inician desde las semifinales, a excepción del anfitrión (en este caso, Países Bajos) y el Big Five compuesto por Alemania, España, Francia, Italia y Reino Unido. La producción del festival decidió respetar el sorteo ya realizado para la edición cancelada de 2020 por lo que se determinó que el país, tendría que participar en la segunda semifinal. En este mismo sorteo, se determinó que participaría en la segunda mitad de la semifinal (posiciones 10-17). Semanas después, ya conocidos los artistas y sus respectivas canciones participantes, la producción del programa dio a conocer el orden de actuación, determinando que Islandia participara en la decimotercera posición, precedida por Portugal y seguido de Finlandia.
Los comentarios para Bulgaria corrieron por parte de Elena Rosberg y Petko Kralev mientras que la portavoz del jurado profesional búlgaro fue la cantante y representante de Bulgaria en 2008 Joanna Dragneva.

### Semifinal 2
Victoria tomó parte de los primeros ensayos los días 11 y 14 de mayo, así como de los ensayos generales con vestuario de la segunda semifinal los días 19 y 20 de mayo. El ensayo general de la tarde del 19 fue tomado en cuenta por los jurados profesionales para emitir sus votos, que representan el 50% de los puntos. Bulgaria se presentó en la posición 13, por detrás de Finlandia y delante de Portugal. La actuación búlgara fue sencilla, con Victoria vistiendo un traje completamente azul con el escenario en claroscuros con tonos naranjas. Victoria se presentó sobre una roca con un fondo estrellado calificado como «su mundo interior», con una foto de su padre y ella de niña y en la parte final de la presentación, cayó arena en las manos de Victoria describiendo «la rapidez del tiempo».
Al final del show, Bulgaria fue anunciada como uno de los 10 países finalistas. Los resultados revelados una vez terminado el festival, posicionaron al país de Bulgaria en 3.ª posición con 250 puntos, habiendo obtenido la 6.ª posición del público con 101 puntos, y obteniendo el 2° lugar del jurado profesional con 149 puntos. Bulgaria consiguió su segundo mejor resultado dentro de una semifinal, solo superado por la victoria obtenida en 2017.

### Final
Durante la rueda de prensa de los ganadores de la segunda semifinal, se realizó el sorteo en el que se decidió en que mitad participaría cada finalista. Portugal fue sorteada para participar en la segunda mitad de la final (posiciones 14-26). El orden de actuación revelado durante la madrugada del viernes 21 de mayo, en el que se decidió que Bulgaria debía actuar en la posición 17 por delante de Finlandia y detrás de Lituania.
Durante la votación final, Bulgaria se colocó en 6° lugar del jurado profesional con 140 puntos, incluyendo la máxima puntuación del jurado portugués y moldavo. Posteriormente, se reveló su votación del público: el 18° lugar con 30 puntos, que le dieron la sumatoria final de 170 puntos, finalizando en 11.ª posición, empatando a puntos con Grecia. 

### Votación

#### Puntuación otorgada a Bulgaria

##### Semifinal 2
| Jurado                                      | Jurado                                                  | Jurado                       | Jurado                          | Jurado                              |
| 12 puntos                                   | 10 puntos                                               | 8 puntos                     | 7 puntos                        | 6 puntos                            |
| ------------------------------------------- | ------------------------------------------------------- | ---------------------------- | ------------------------------- | ----------------------------------- |
| - Finlandia - Moldavia - Portugal - Suiza   | - Estonia - Islandia - Serbia                           | - Austria - Georgia - Grecia | - Reino Unido - República Checa | - Dinamarca - Letonia               |
| 5 puntos                                    | 4 puntos                                                | 3 puntos                     | 2 puntos                        | 1 punto                             |
| - España - Polonia - San Marino             | - Francia                                               |                              | - Albania                       |                                     |
| Televoto                                    |                                                         |                              |                                 |                                     |
| 12 puntos                                   | 10 puntos                                               | 8 puntos                     | 7 puntos                        | 6 puntos                            |
|                                             | - España - Reino Unido                                  | - Albania - Georgia          |                                 | - Grecia - República Checa - Serbia |
| 5 puntos                                    | 4 puntos                                                | 3 puntos                     | 2 puntos                        | 1 punto                             |
| - Dinamarca - Francia - Moldavia - Portugal | - Austria - Finlandia - Islandia - Polonia - San Marino | - Suiza                      | - Estonia - Letonia             |                                     |

##### Final
| Jurado                                     | Jurado                               | Jurado                 | Jurado                           | Jurado                                                     |
| 12 puntos                                  | 10 puntos                            | 8 puntos               | 7 puntos                         | 6 puntos                                                   |
| ------------------------------------------ | ------------------------------------ | ---------------------- | -------------------------------- | ---------------------------------------------------------- |
| - Moldavia - Portugal                      | - Finlandia - Suiza                  | - Grecia - Islandia    |                                  | - Bélgica - Dinamarca - Estonia - Noruega - Rusia - Serbia |
| 5 puntos                                   | 4 puntos                             | 3 puntos               | 2 puntos                         | 1 punto                                                    |
| - Austria - Chipre - Letonia - Reino Unido | - España - Georgia - República Checa | - San Marino           | - Australia - Lituania - Rumania | - Azerbaiyán - Irlanda - Israel                            |
| Televoto                                   |                                      |                        |                                  |                                                            |
| 12 puntos                                  | 10 puntos                            | 8 puntos               | 7 puntos                         | 6 puntos                                                   |
|                                            |                                      | - España - Reino Unido | - Chipre                         |                                                            |
| 5 puntos                                   | 4 puntos                             | 3 puntos               | 2 puntos                         | 1 punto                                                    |
| - Albania                                  |                                      |                        | - San Marino                     |                                                            |

#### Puntuación otorgada por Bulgaria
| Puntos    | Jurado          | Televoto  |
| --------- | --------------- | --------- |
| 12 puntos | Moldavia        | Finlandia |
| 10 puntos | Grecia          | Serbia    |
| 8 puntos  | Portugal        | Grecia    |
| 7 puntos  | Estonia         | Suiza     |
| 6 puntos  | Austria         | Islandia  |
| 5 puntos  | República Checa | Portugal  |
| 4 puntos  | Albania         | Albania   |
| 3 puntos  | Polonia         | Dinamarca |
| 2 puntos  | San Marino      | Georgia   |
| 1 punto   | Georgia         | Estonia   |

| Puntos    | Jurado       | Televoto   |
| --------- | ------------ | ---------- |
| 12 puntos | Moldavia     | Italia     |
| 10 puntos | Italia       | Francia    |
| 8 puntos  | Grecia       | Finlandia  |
| 7 puntos  | Francia      | Rusia      |
| 6 puntos  | Portugal     | Ucrania    |
| 5 puntos  | Malta        | Serbia     |
| 4 puntos  | España       | Azerbaiyán |
| 3 puntos  | Israel       | Suiza      |
| 2 puntos  | Países Bajos | Grecia     |
| 1 punto   | Finlandia    | Suecia     |

##### Desglose
El jurado búlgaro estuvo compuesto por:
- Tedy Katzarova - miembro del jurado solamente en la segunda semifinal
- Katya Mihaylova
- Milka Koleva Miteva - miembro del jurado solamente en la final
- Krassimir Nikolov Gyulmezov
- Suti
- Christina Yankova Mateeva

| Semifinal 2 | Semifinal 2     | Semifinal 2                | Semifinal 2                | Semifinal 2                | Semifinal 2                | Semifinal 2                | Semifinal 2                | Semifinal 2                | Semifinal 2                | Semifinal 2                |
| N.º         | País            | Jurado                     | Jurado                     | Jurado                     | Jurado                     | Jurado                     | Jurado                     | Jurado                     | Televoto                   | Televoto                   |
| N.º         | País            | Jurado A                   | Jurado B                   | Jurado C                   | Jurado D                   | Jurado E                   | Ranking                    | Puntos                     | Ranking                    | Puntos                     |
| ----------- | --------------- | -------------------------- | -------------------------- | -------------------------- | -------------------------- | -------------------------- | -------------------------- | -------------------------- | -------------------------- | -------------------------- |
| 01          | San Marino      | 10                         | 12                         | 7                          | 7                          | 9                          | 9                          | 2                          | 11                         |                            |
| 02          | Estonia         | 5                          | 8                          | 4                          | 5                          | 4                          | 4                          | 7                          | 10                         | 1                          |
| 03          | República Checa | 13                         | 4                          | 10                         | 9                          | 5                          | 6                          | 5                          | 14                         |                            |
| 04          | Grecia          | 2                          | 2                          | 2                          | 2                          | 2                          | 2                          | 10                         | 3                          | 8                          |
| 05          | Austria         | 4                          | 5                          | 5                          | 6                          | 6                          | 5                          | 6                          | 12                         |                            |
| 06          | Polonia         | 6                          | 6                          | 8                          | 8                          | 15                         | 8                          | 3                          | 15                         |                            |
| 07          | Moldavia        | 1                          | 1                          | 1                          | 1                          | 1                          | 1                          | 12                         | 16                         |                            |
| 08          | Islandia        | 15                         | 14                         | 16                         | 16                         | 12                         | 16                         |                            | 5                          | 6                          |
| 09          | Serbia          | 14                         | 13                         | 9                          | 10                         | 10                         | 13                         |                            | 2                          | 10                         |
| 10          | Georgia         | 12                         | 3                          | 14                         | 14                         | 16                         | 10                         | 1                          | 9                          | 2                          |
| 11          | Albania         | 7                          | 9                          | 11                         | 4                          | 8                          | 7                          | 4                          | 7                          | 4                          |
| 12          | Portugal        | 3                          | 10                         | 3                          | 3                          | 3                          | 3                          | 8                          | 6                          | 5                          |
| 13          | Bulgaria        | -------------------------- | -------------------------- | -------------------------- | -------------------------- | -------------------------- | -------------------------- | -------------------------- | -------------------------- | -------------------------- |
| 14          | Finlandia       | 8                          | 16                         | 12                         | 13                         | 7                          | 12                         |                            | 1                          | 12                         |
| 15          | Letonia         | 16                         | 7                          | 13                         | 11                         | 14                         | 14                         |                            | 13                         |                            |
| 16          | Suiza           | 11                         | 15                         | 15                         | 15                         | 13                         | 15                         |                            | 4                          | 7                          |
| 17          | Dinamarca       | 9                          | 11                         | 6                          | 12                         | 11                         | 11                         |                            | 8                          | 3                          |

| Final | Final        | Final                      | Final                      | Final                      | Final                      | Final                      | Final                      | Final                      | Final                      | Final                      |
| N.º   | País         | Jurado                     | Jurado                     | Jurado                     | Jurado                     | Jurado                     | Jurado                     | Jurado                     | Televoto                   | Televoto                   |
| N.º   | País         | Jurado A                   | Jurado B                   | Jurado C                   | Jurado D                   | Jurado E                   | Ranking                    | Puntos                     | Ranking                    | Puntos                     |
| ----- | ------------ | -------------------------- | -------------------------- | -------------------------- | -------------------------- | -------------------------- | -------------------------- | -------------------------- | -------------------------- | -------------------------- |
| 01    | Chipre       | 12                         | 22                         | 19                         | 10                         | 12                         | 16                         |                            | 13                         |                            |
| 02    | Albania      | 23                         | 21                         | 15                         | 14                         | 25                         | 23                         |                            | 19                         |                            |
| 03    | Israel       | 13                         | 10                         | 9                          | 2                          | 13                         | 8                          | 3                          | 14                         |                            |
| 04    | Bélgica      | 3                          | 20                         | 20                         | 24                         | 23                         | 12                         |                            | 21                         |                            |
| 05    | Rusia        | 22                         | 9                          | 11                         | 25                         | 19                         | 17                         |                            | 4                          | 7                          |
| 06    | Malta        | 9                          | 8                          | 4                          | 4                          | 4                          | 6                          | 5                          | 20                         |                            |
| 07    | Portugal     | 10                         | 7                          | 6                          | 5                          | 2                          | 5                          | 6                          | 18                         |                            |
| 08    | Serbia       | 24                         | 24                         | 21                         | 11                         | 14                         | 21                         |                            | 6                          | 5                          |
| 09    | Reino Unido  | 11                         | 6                          | 23                         | 12                         | 21                         | 14                         |                            | 25                         |                            |
| 10    | Grecia       | 2                          | 2                          | 10                         | 3                          | 5                          | 3                          | 8                          | 9                          | 2                          |
| 11    | Suiza        | 7                          | 23                         | 13                         | 13                         | 10                         | 13                         |                            | 8                          | 3                          |
| 12    | Islandia     | 16                         | 11                         | 12                         | 20                         | 22                         | 20                         |                            | 11                         |                            |
| 13    | España       | 14                         | 3                          | 2                          | 9                          | 17                         | 7                          | 4                          | 22                         |                            |
| 14    | Moldavia     | 1                          | 1                          | 5                          | 1                          | 6                          | 1                          | 12                         | 15                         |                            |
| 15    | Alemania     | 15                         | 16                         | 25                         | 22                         | 24                         | 24                         |                            | 16                         |                            |
| 16    | Finlandia    | 21                         | 15                         | 7                          | 8                          | 7                          | 10                         | 1                          | 3                          | 8                          |
| 17    | Bulgaria     | -------------------------- | -------------------------- | -------------------------- | -------------------------- | -------------------------- | -------------------------- | -------------------------- | -------------------------- | -------------------------- |
| 18    | Lituania     | 17                         | 18                         | 16                         | 21                         | 9                          | 19                         |                            | 17                         |                            |
| 19    | Ucrania      | 19                         | 17                         | 24                         | 17                         | 8                          | 18                         |                            | 5                          | 6                          |
| 20    | Francia      | 18                         | 5                          | 3                          | 6                          | 1                          | 4                          | 7                          | 2                          | 10                         |
| 21    | Azerbaiyán   | 20                         | 25                         | 22                         | 23                         | 18                         | 25                         |                            | 7                          | 4                          |
| 22    | Noruega      | 8                          | 13                         | 17                         | 18                         | 16                         | 15                         |                            | 12                         |                            |
| 23    | Países Bajos | 4                          | 12                         | 8                          | 19                         | 20                         | 9                          | 2                          | 24                         |                            |
| 24    | Italia       | 5                          | 4                          | 1                          | 7                          | 3                          | 2                          | 10                         | 1                          | 12                         |
| 25    | Suecia       | 6                          | 14                         | 14                         | 15                         | 11                         | 11                         |                            | 10                         | 1                          |
| 26    | San Marino   | 25                         | 19                         | 18                         | 16                         | 15                         | 22                         |                            | 23                         |                            |